# アナ誕!
『アナ誕!』（アナたん!）は、名古屋テレビ（メ〜テレ）で2007年10月～2008年3月までモバちゅー枠で毎月第1火曜日の24:50～25:20（日本時間）に放送されていたバラエティ番組。中京広域圏向けのローカル番組である。今回をもってモバちゅーの女子アナ枠は終了。

## 概要
メ〜テレアナウンサーの佐藤倫子、合田倫子、鈴木しおりが、看板アナウンサーになれるように、セッキョニアとMCの山里亮太が女子アナを育てていく番組である。セッキョニアとは、メールで女子アナを育て番組に参加する人のことである。セッキョニアは番組の掲示板に女子アナについて書き込み、それをMCの山里が読み上げる。
この番組の特徴として、リアルタイムストリーミング方式が取られており、メ〜テレホームページ上にて収録風景を生放送のように見られる。

## 出演者
- MC:山里亮太
- 佐藤倫子（サトノリ）（メ〜テレアナウンサー）
- 合田倫子（ゴウノリ）（メ〜テレアナウンサー）
- 鈴木しおり（メ〜テレアナウンサー）
- 星恭博（メ〜テレアナウンサー）（ナレーション）

## 内容
- 第一回放送のテーマは「女子アナは見た目が勝負!!」であった。女性アナウンサー3人が衣装を替え、佐藤倫子アナは化粧も変えることで最初の印象から大幅に変わった。
- 第二回放送はテーマは「表現力」であった。佐藤倫子アナと鈴木しおりアナは、ニュースの時に言い間違えることが多く、特に佐藤は第一回の放送で、セッキョニアの一人から、サトノリのドキドキニュースの事を言われてしまう。2人は、岡田先生（元メ～テレアナウンス部長）とアナウンス力の勉強をした。合田倫子アナは、どM脱却ということで、積極性を身に着けてもらうため、中京女子大学のレスリング部の吉田沙保里選手と栄和人監督とでレスリングを行なった。
- 第三回放送のテーマは「知性」であった。新春恒例のパネルクイズ アタック25女子アナ大会に出場するため、アタック16を行ってアナウンサーの3人の中から1人を選出し、大会には鈴木しおりアナが出場した。
- 第四回放送のテーマは「お料理」ということで、おせちを作った。また、緩んだ気持ちに気合を入れなおすため、滝行を行なった。
- 第五回放送は「インタビュー力強化」ということで、佐藤倫子アナと鈴木しおりアナは放置自転車についてインタビューをした。合田倫子アナは偽暴力団に取材を行なった。また放送では、バレンタインチョコを3人が作り、それを山里が試食した。
- 第六回放送最終回のテーマの1つ目は女子アナ3人の要望により「洞爺湖サミット」ということで、山里の得意分野の洞爺湖サミットについて、佐藤倫子アナ、合田倫子アナ、鈴木しおりアナ対山里でクイズをやった。この勝負は、女子アナチームが勝利した。そして番組最後のテーマは「時間 TIME」ということで、番組終了時間15分ということで、時間とはアナウンサーにとって重要なことということで、女子アナ3人それぞれの持ち時間1人2分ということで、アナ誕!の感想、思い残したことなどを佐藤倫子アナ、合田倫子アナ、鈴木しおりアナに語ってもらった。
そしてアナ誕!第六回をもって、女子アナ、特別研修は終了し卒業ということになった。